# Diplotaxis tarsalis
Diplotaxis tarsalis är en skalbaggsart som beskrevs av Schaeffer 1907. Diplotaxis tarsalis ingår i släktet Diplotaxis och familjen Melolonthidae. Inga underarter finns listade i Catalogue of Life.